# DARC-Amateurfunkdiplom

Logo des DARC

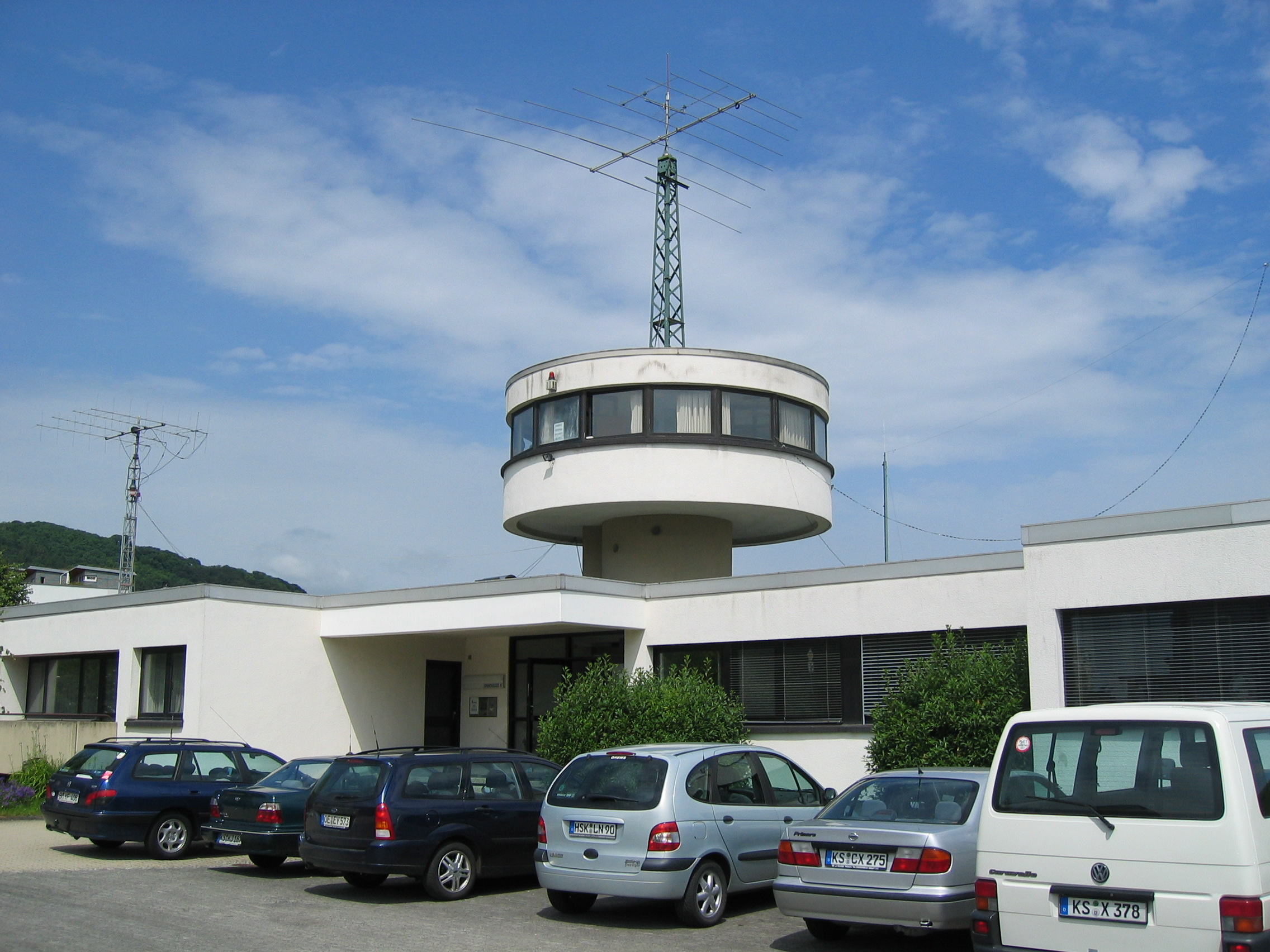
Das Amateurfunkzentrum (AFZ) des DARC mit dem antennenbestückten markanten Turm

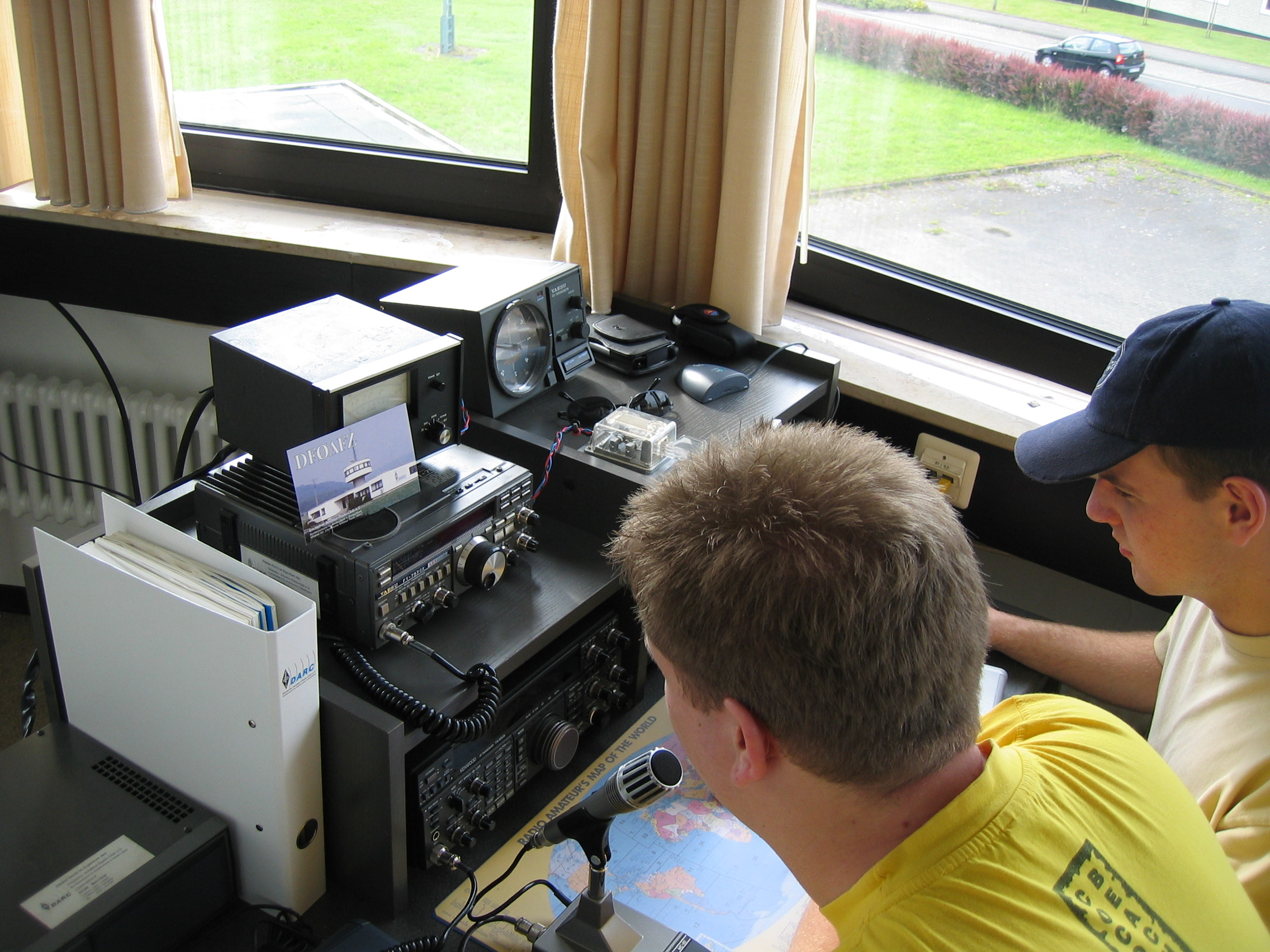
DARC-Funkstation im Turm

Amateurfunkdiplome des DARC werden vom Referat DX des Deutschen Amateur-Radio-Clubs (DARC) herausgegeben und können von jedem lizenzierten Funkamateur erworben werden, je nach Ausschreibung auch von Empfangsamateuren (Kurzwellenhörer, auch genannt SWL von englisch Short Wave Listener). Voraussetzung ist stets die Bestätigung des Empfangs oder der zweiseitigen Funkverbindung (kurz QSO genannt), beispielsweise durch QSL-Karten aus Papier oder in elektronischer Form (eQSL).
Es gibt eine Reihe unterschiedlicher Diplome, die sich beispielsweise nach geographischen Regionen, wie Kontinenten, Entitäten oder CQ-Zonen unterscheiden, oder nach Frequenzbändern, Betriebsarten oder Modulationsarten. Häufig weisen Diplome mehrere Leistungsstufen auf, von denen die höchsten zumeist nur durch jahrelange Aktivität erreicht werden können. Dies stellt für viele einen besonderen Reiz dar und steigert den Spaß am Funken.

## AFZ
Das AFZ-Diplom ist ein erstes Beispiel für ein DARC-Diplom, das sowohl von Sende- als auch von Empfangsamateuren erworben werden kann. Die Abkürzung AFZ steht hier für das Amateurfunkzentrum des DARC (Bild) mit Sitz im nordhessischen Baunatal.

## DLD
DLD steht als Abkürzung für Deutschland-Diplom. Im Gegensatz zum WAE-Diplom (siehe unten), mit dem QSOs innerhalb ganz Europas gefördert werden sollen, stehen beim DLD Funkverbindungen zu deutschen Funkamateuren im Vordergrund. Voraussetzung zum Erwerb ist der zu erbringende Nachweis von bestätigten QSOs zu Partnern in möglichst vielen unterschiedlichen DARC-Distrikten und Ortsverbänden (DOKs, siehe unten). Dieses System der Einteilung des deutschen Staatsgebiets ist unter Funkamateuren nicht nur national akzeptiert, sondern auch international bekannt und beliebt. Einige machen es sich zum Ziel, mit möglichst vielen dieser DOKs ein QSO zu führen. Als Award (Würdigung) kann man, abhängig von der Anzahl der DOKs, das DLD in unterschiedlichen Stufen erwerben:
- DLD 100 für hundert DOKs,
- DLD 200 für zweihundert DOKs,
- DLD 300 für dreihundert DOKs mit bronzener Nadel,
- DLD 400 für vierhundert DOKs mit silberner Nadel,
- DLD 500 für fünfhundert DOKs mit goldener Nadel,
- DLD 600 für sechshundert DOKs,
- DLD 700 für siebenhundert DOKs,
- DLD 800 für achthundert DOKs,
- DLD 900 für neunhundert DOKs und
- DLD 1000 für tausend DOKs mit gravierter Ehrennadel sowie der DLD-Trophy.

Dabei wird das DLD auf jedem Amateurfunkband getrennt ausgegeben, nicht nur auf den fünf „klassischen“ Bändern 80 m, 40 m, 20 m, 15 m und 10 m, sondern auch auf den WARC-Bändern 30 m, 17 m und 12 m, sowie auf UKW.

## DOK
Der Distrikts-Ortsverbandskenner (auch Distrikts-Ortsverbands-Kenner, kurz Ortsverbandskenner, abgekürzt DOK, im Plural DOKs) ist eine vom DARC benutzte eindeutige Kennzeichnung für seine etwa 1000 Ortsverbände, in die er sich untergliedert. Die Kennung spiegelt die vom DARC verwendete spezielle geographische Aufteilung des Staatsgebietes der Bundesrepublik Deutschland wider (siehe Übersichtskarte unter Weblinks) und besteht aus zwei Teilen. Der erste Teil gibt den sogenannten „Distrikt“ an und wird durch einen der ersten 25 Großbuchstaben des lateinischen Alphabets (also A bis Y) bezeichnet, beispielsweise „A“ (steht für den Distrikt Baden).
| A Baden           | B Franken                | C Oberbayern         | D Berlin         | E Hamburg          |
| F Hessen          | G Köln-Aachen            | H Niedersachsen      | I Nordsee        | J (nicht vergeben) |
| K Rheinland-Pfalz | L Ruhrgebiet             | M Schleswig-Holstein | N Westfalen-Nord | O Westfalen-Süd    |
| P Württemberg     | Q Saar                   | R Nordrhein          | S Sachsen        | T Schwaben         |
| U Bayern-Ost      | V Mecklenburg-Vorpommern | W Sachsen-Anhalt     | X Thüringen      | Y Brandenburg      |

Die Feinuntergliederung der Distrikte in einzelne „Ortsverbände“ (OV) wird durch eine zweistellige Zahl gekennzeichnet, beispielsweise „Ø1“, wobei häufig (aber nicht immer) die auch hier verwendete besondere Schreibweise der Ziffer Null benutzt wird, wie sie bei Funkamateuren üblich ist, um Verwechslungen mit dem Buchstaben „O“ zu vermeiden. Der DOK ist in diesem Beispielfall „AØ1“ (steht für den Ort Konstanz). Nach der NATO-Buchstabiertafel ausgesprochen als „Alfa Null Eins“.
Insgesamt stehen 24×99 (die Zahl „ØØ“ als 100. Möglichkeit sowie der Buchstabe „J“ werden nicht benutzt), also 2376 unterschiedliche DOKs zur Verfügung, mehr als genug, um alle rund 1000 Ortsverbände des DARC eindeutig kennzeichnen zu können. Darüber hinaus steht der letzte Buchstabe des Alphabets, das „Z“, für weitere DOKs zur Verfügung. Hiermit werden die 94 Ortsverbände des dem DARC angeschlossenen Verbands der Funkamateure in Telekommunikation und Post (VFDB) gekennzeichnet, beispielsweise „Z94“ für das Havelland.
Ferner gibt es sogenannte Sonder-DOKs, die nicht dem beschriebenen System folgen. Sie werden beispielsweise für spezielle Amateurfunkwettbewerbe oder Jubiläen benutzt. Ein Beispiel ist der Sonder-DOK „WJTØ5“, der zum Weltjugendtag 2005 verwendet wurde.
Die DOKs dienen über die eigentliche Kennzeichnung der Ortsverbände hinaus für Funkamateure auch als identitätsstiftendes Merkmal und werden nicht nur von inländischen Funkern gekannt und benutzt. Für einige Conteste und insbesondere für viele Amateurfunkdiplome werden DOKs als Punktezähler verwendet. Auch das Sammeln möglichst vieler DOKs auf möglichst vielen Amateurfunkbändern erfreut sich großer Beliebtheit.

## DXCC

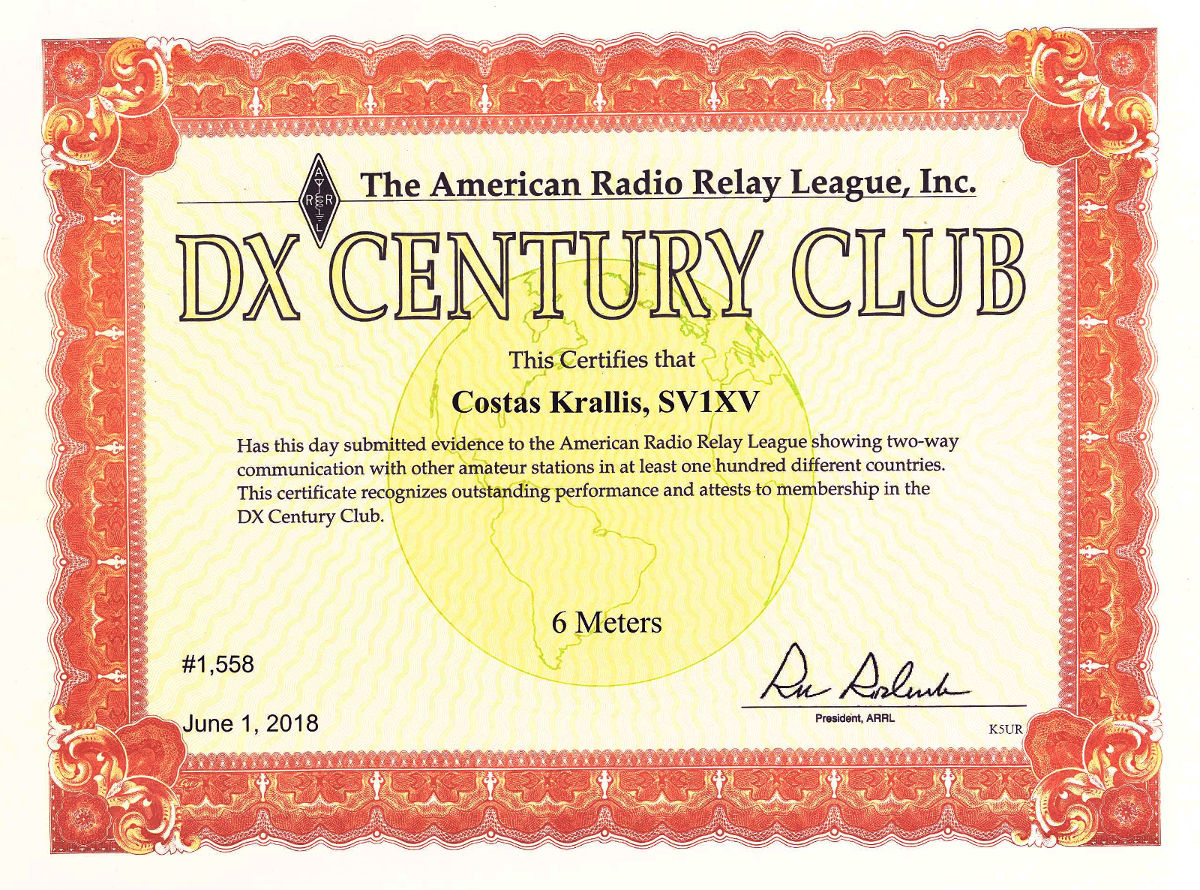
DXCC-Diplom eines griechischen Funkamateurs

DXCC ist die Abkürzung von DX Century Club (deutsch wörtlich „DX-Hunderterklub“). Es ist eine der weltweit bekanntesten und begehrtesten Auszeichnungen für Funkamateure. Tatsächlich wird es zwar nicht vom DARC herausgegeben, sondern von seinem amerikanischen Pendant, der ARRL (American Radio Relay League) beziehungsweise dem gemeinsamen Dachverband, der  IARU (International Amateur Radio Union), es wird aber für Deutschland vom DARC betreut.
Das DXCC-Diplom kann von Funkamateuren aller Länder für das „DXen“, also die Herstellung von Zweiwege-Fernverbindungen, mit mindestens hundert Ländern erworben werden.

## Europa-Diplom
Grundidee dieses Diploms ist es, QSOs mit Amateurfunkstationen in möglichst vielen Ländern Europas und auf möglichst vielen unterschiedlichen Amateurfunkbändern innerhalb von mehreren Kalenderjahren zu „arbeiten“. Dabei zählen jedoch nur die letzten fünf Jahre. Hier sind alle Amateurfunkbänder und sämtliche Amateurfunkbetriebsarten erlaubt.

## EUDXD

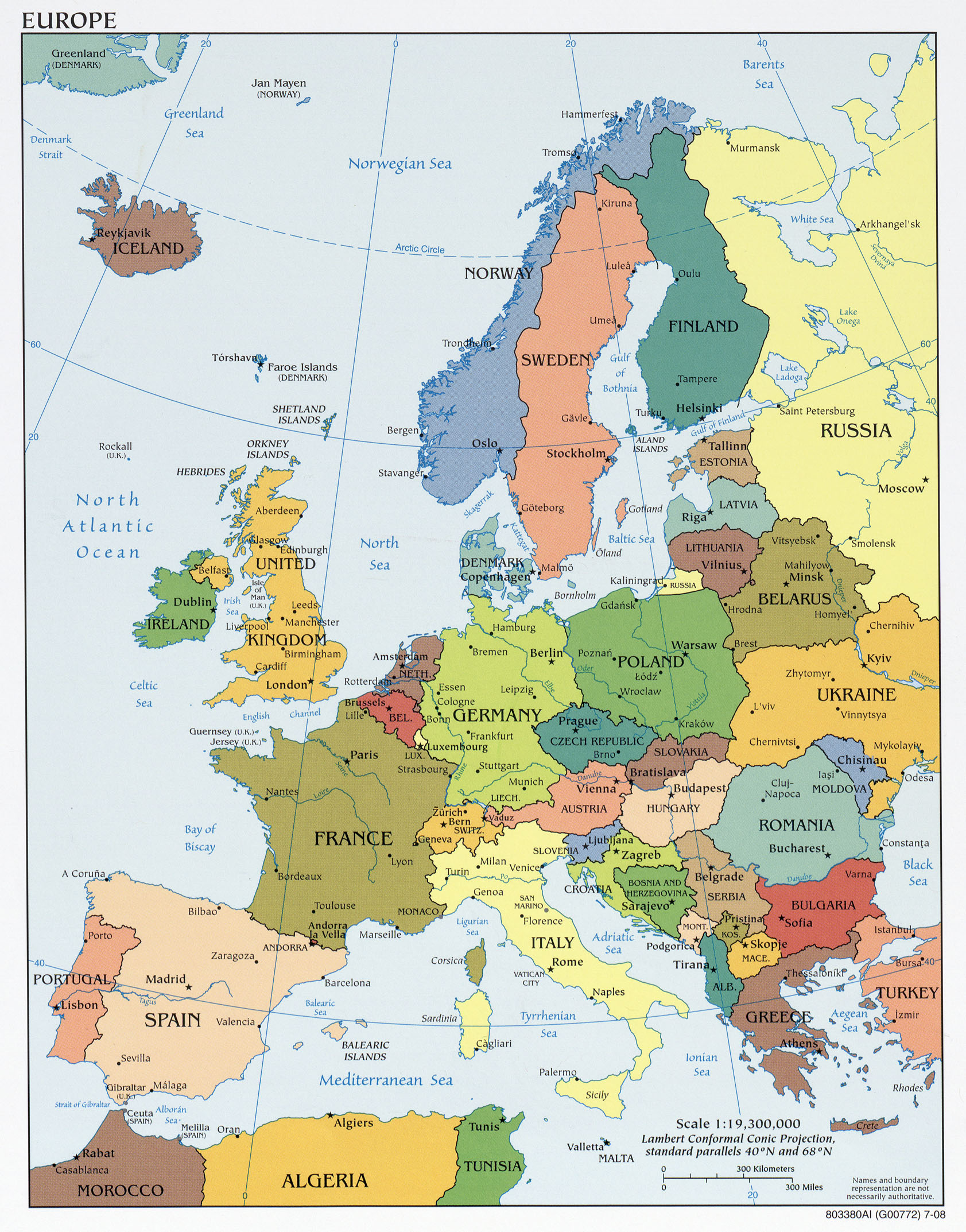
Die Länder Europas

Beim Europa-DX-Diplom (auch EU-DX-Diplom, kurz EU-DX-D oder EUDXD) werden im Gegensatz zum Europa-Diplom (siehe oben) funksportliche Leistungen durch QSOs mit möglichst vielen Ländern Europas kombiniert mit Weitverkehrsverbindungen, abgekürzt DX von englisch distant exchange, zu anderen Kontinenten. Die erbrachte Leistung wird gemessen anhand der Anzahl der unterschiedlichen Länder, zu denen Funkverbindungen hergestellt werden konnten, die also „gearbeitet“ wurden. Als Betriebsarten sind hierbei Morsen (CW) oder Einseitenbandmodulation (SSB) sowie „gemischt“ (Mixed) erlaubt. Jedes neue Land zählt einen Punkt. Wurde die Verbindung auf 80 m oder auf 160 m etabliert, so gibt es zwei Punkte. Innerhalb eines Kalenderjahrs müssen mindestens 20 Punkte mit europäischen Ländern und mindestens 30 Punkte mit außereuropäischen Ländern erzielt werden, also in Summe mindestens 50 Punkte.
Der Ausdruck „Länder“, genauer spricht man von Entitäten (englisch entities), ist hier übrigens etwas weiter gefasst, als es gemeinhin üblich ist. Ähnlich wie im Fußball zählt auch im Funksport beispielsweise das Vereinigte Königreich nicht als eine Entität, sondern England, Schottland, Wales und Nordirland bilden jeweils eigene Entitäten. Darüber hinaus zählen die Isle of Man, Jersey und Guernsey als weitere eigene Entitäten (siehe auch WAE-Länderliste sowie DXCC-Länderliste unter Weblinks).

## EU-FAX-D

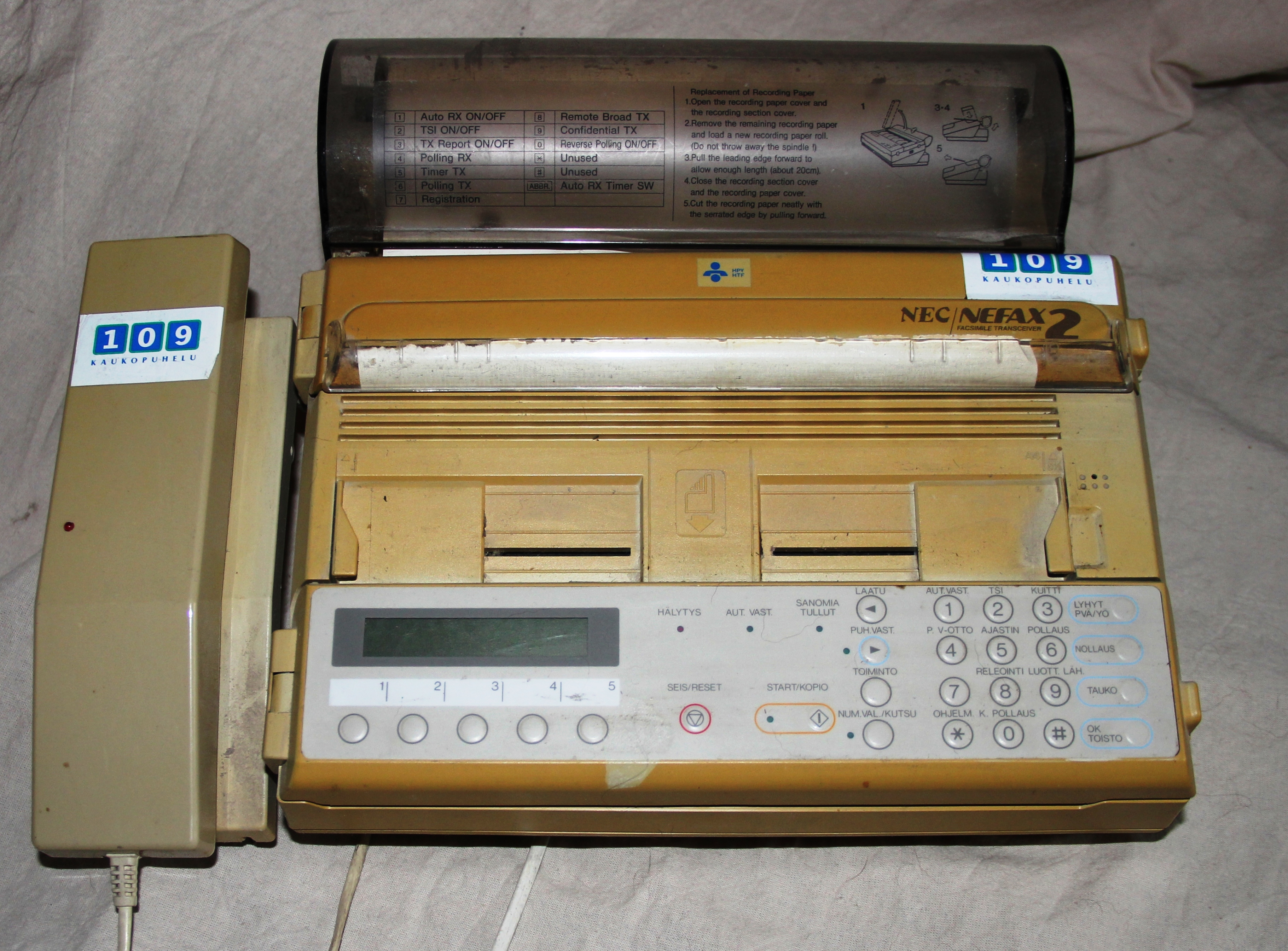
Fax-Gerät zur Übertragung des Bildes eines Papierdokumentes auf ein Papier im Empfangsfaxgerät

Der DARC wollte mit diesem Diplom die Betriebsart Fax fördern, dessen Name eine Kurzform von Faksimile ist. Letzteres ist abgeleitet von lateinisch fac simile („mache es ähnlich“). Es bezeichnet allgemein eine originalgetreue Nachbildung oder Reproduktion einer Vorlage. In der Nachrichtentechnik sprach man auch von Telefax oder Fernkopie. Diese Übertragungstechnik war insbesondere gegen Ende des 20. Jahrhunderts ein verbreitetes Mittel zur Nachrichtenübermittlung und stellt somit eine erinnerungswürdige kulturhistorische technische Errungenschaft dar.
Ziel beim EU-FAX-D war es, mit möglichst vielen unterschiedlichen Amateurfunkstationen in Europa QSOs mithilfe von Fax-Übertragungen zu „arbeiten“. Die beiden Bewertungskriterien zur Erlangung des Diploms waren die Anzahl der gearbeiteten unterschiedlichen Länder sowie die Anzahl der unterschiedlichen Präfixe (Landeskenner) der Gegenstationen. Jedes Land zählte nur ein Mal, egal auf welchem Amateurfunkband es gearbeitet wurde. Hingegen ergab jedes Präfix pro Band einen Punkt. Das EU-FAX-Diplom wurde in drei Stufen vergeben. Die einzelnen Stufenklassen bemaßen sich nach der Anzahl der gearbeiteten Länder und der Anzahl der unterschiedlichen Präfixe. Mangels Nachfrage wurde die Ausgabe des EU-FAX-D inzwischen eingestellt.

## EURD

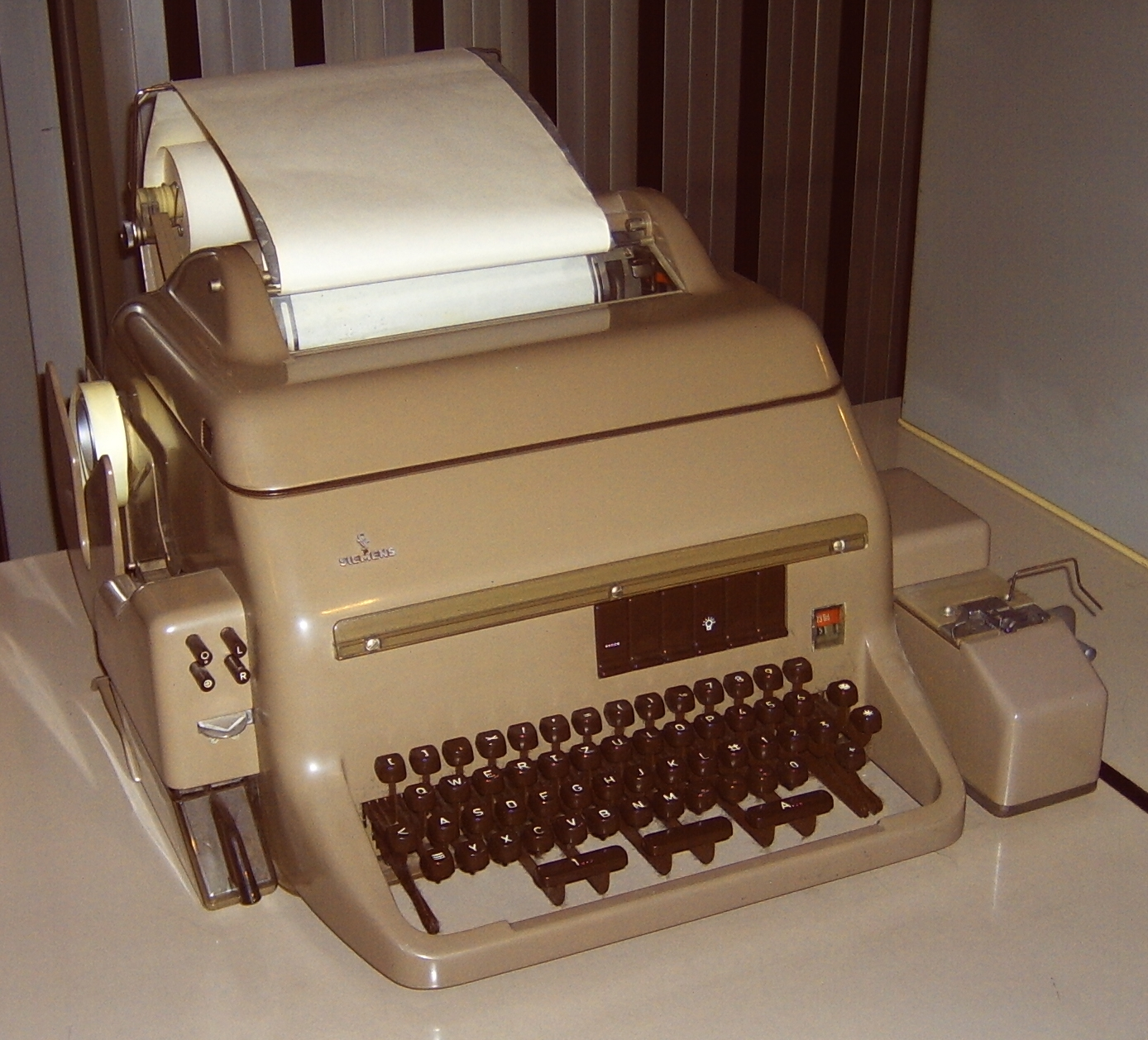
Der Siemens-Fernschreiber T100 war ein Standardgerät zur Übermittlung von Fernschreiben

Mit dem Europa-RTTY-Diplom (EURD) möchte der DARC die Betriebsart Funkfernschreiben fördern, auch Radiotelex genannt, englisch radio teletype, kurz RTTY. Sie stellte insbesondere in der zweiten Hälfte des 20. Jahrhunderts ein wichtiges und weitverbreitetes Mittel zur Nachrichtenübermittlung dar. Für die Entwicklung der Nachrichtentechnik ist sie von historischer Bedeutung und stellt eine erinnerungswürdige kulturhistorische technische Errungenschaft dar. Die beiden Bewertungskriterien hier sind die Anzahl der gearbeiteten unterschiedlichen Länder sowie die Anzahl der unterschiedlichen Präfixe der Gegenstationen. Jedes Land zählt nur ein Mal, egal auf welchem Amateurfunkband es gearbeitet wurde. Hingegen ergibt jedes Präfix pro Band einen Punkt.

## UKW-EU-D
Beim UKW-Europa-Diplom (UKW-EU-D) geht es darum, Funkamateure für besondere Leistungen auf den „hohen“ Frequenzen zu ehren, die entsprechend ihrer kurzen Wellenlängen traditionell als Ultrakurzwellen (UKW) bezeichnet werden. Für das Diplom zählen alle international festgelegte Amateurfunkbänder oberhalb von 50 MHz. Dazu gehören neben dem eigentlichen UKW-Band, also dem VHF-Bereich (Very High Frequency) bis 300 MHz (entsprechend 1 m Wellenlänge), auch der UHF-Bereich (Ultra High Frequency) bis 3 GHz (10 cm) und der Mikrowellenbereich mit Frequenzen oberhalb von 3 GHz.
Das UKW-EU-D wird vom DARC an Funkamateure verliehen, die QSOs mit Amateurfunkstationen in möglichst vielen Ländern Europas „gearbeitet“ haben. Für die Definition der Länder, genauer der Entitäten, ist die WAE-Länderliste maßgebend (siehe Weblinks).

## WAC

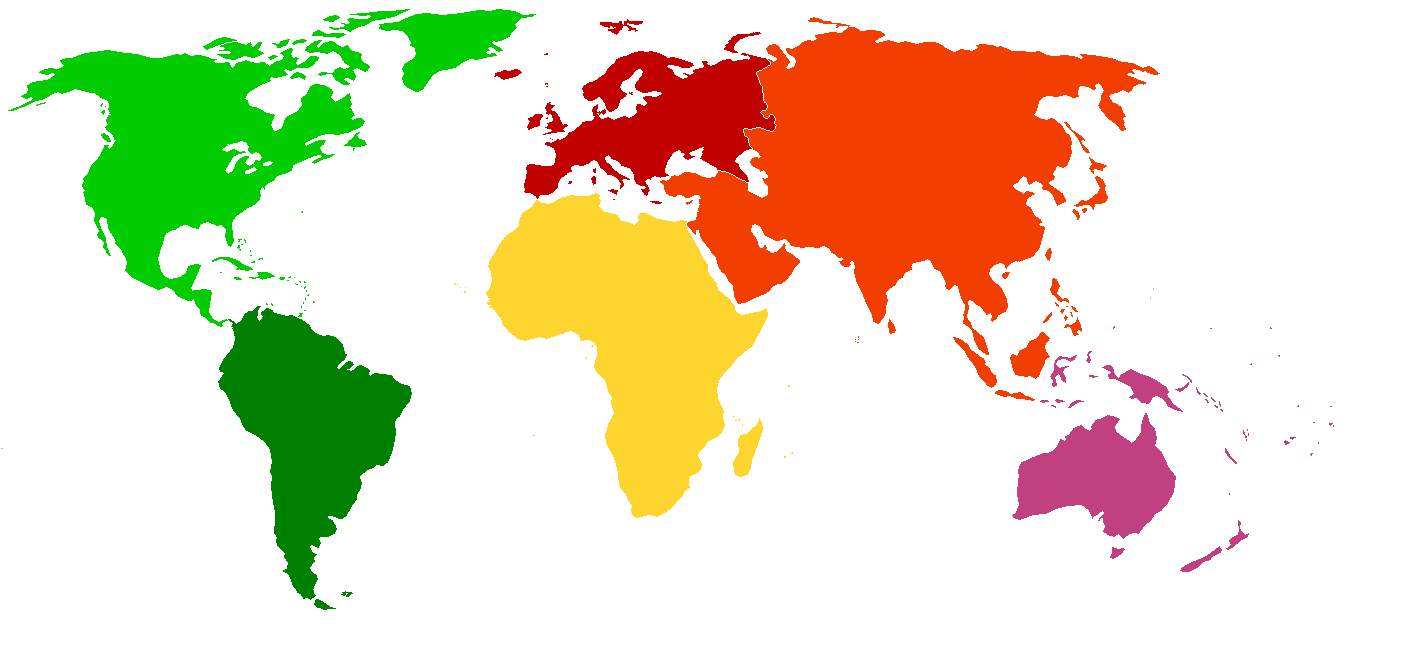
Diese Karte zeigt in etwa die von der IARU für das WAC-Diplom genutzte Aufteilung der Welt in sechs Kontinente.

Wie auch das DXCC wird auch das WAC (Worked All Continents, deutsch „arbeitete alle Kontinente“) zwar nicht vom DARC herausgegeben, aber von ihm für Deutschland betreut. Es ist hier wegen seiner überragenden Bedeutung der Vollständigkeit halber aufgeführt.

## WA-EU
Ziel beim WA-EU-Diplom, kurz für Worked All European Union (deutsch „arbeitete die ganze EU“), eigentlich Work All Members of the European Union („arbeite alle Mitglieder der Europäischen Union“), ist es, QSOs mit Amateurfunkstationen in möglichst jedem der 27 Mitgliedsländer (Stand 2024) der Europäischen Union (EU) zu „arbeiten“. Funkverbindungen zählen erst ab dem Zeitpunkt, zu dem das jeweilige Land tatsächlich in die EU eingetreten ist. Es zählen nur Gebiete beziehungsweise Entitäten, die vollständig zur EU gehören, assoziierte Gebiete zählen nicht.
Zum Erwerb des Diploms können unterschiedliche Bänder und Betriebsarten genutzt werden. Hierfür kommen beispielsweise Morsen (CW), Einseitenbandmodulation (SSB), Sprechfunk (Fonie), Funkfernschreiben (RTTY) oder auch FT8 in Frage. Es ist darüber hinaus möglich, alle Länder nur auf einem einzigen Band zu arbeiten. Ebenso kann auch nur eine einzige Betriebsart benutzt werden. Die offizielle Liste der Länder mitsamt ihren Landeskennern ist unter Weblinks verfügbar. Das Diplom wird in dieser Form seit Mitte 2020 vergeben, also nach dem EU-Austritt des Vereinigten Königreichs vom 31. Januar 2020, jedoch für Verbindungen seit 1958, also kurz nach Gründung der Europäischen Wirtschaftsgemeinschaft (EWG).

## WAE
Eines der traditionsreichsten und begehrtesten ist das Worked All Europe (WAE-Diplom). Um es zu erhalten, müssen QSOs mit Amateurfunkstationen in möglichst vielen Ländern Europas „gearbeitet“ werden.